# Argentopyrite
L'argentopyrite est un minéral sulfuré assez rare de formule chimique AgFe2S3. C'est l'un des composés naturels de type MFe2S3, avec M étant le césium dans le très rare pautovite, le cuivre dans la cubanite relativement commun, le potassium dans la rare rasvumite et le thallium dans la rare picotpaulite. La localité type est Jáchymov en République tchèque. Des minéraux comme la sternbergite (dimorphe de l'argentopyrite), la lenaïte, AgFeS2, et l'argentopentlandite, Ag(Fe,Ni)8S8 lui sont proches chimiquement. Son symbole IMA est Agpy et son nom provient de sa similarité physique et chimique avec la pyrite.

## Structure en cristal
Dans un premier temps, supposée orthorhombique, l'argentopyrite s'est avérée plus tard monoclinique, avec une relation structurelle avec la cubanite. Les caractéristiques les plus importantes de la structure de l'argentopyrite sont : 
- réseau hexagonal compact d'atomes de soufre
- la présence de tétraèdres AgS4 et FeS4 dans des feuillets partageant des coins
- la présence d'un amas de quatre tétraèdres FeS4 partageant des arêtes
- la présence de deux emplacements pour le fer, au lieu d'un comme chez les espèces apparentées
- la nature ferreuse-ferrique ordonnée-désordonnée du minéral

## Formation et gisements
L'argentopyrite est un minéral rare qui se forme dans des dépôts hydrothermaux de basse température. Elle se trouve souvent associée à d'autres minéraux sulfures tels que la pyrite, la sphalérite et la chalcopyrite. Les principaux gisements d'argentopyrite se trouvent en Allemagne, en République tchèque, en Espagne, au Mexique et aux États-Unis. Mais on en trouve à bien d'autres endroits.

## Utilisation
L'argentopyrite est un minerai d'argent. Cependant, elle est rarement exploitée en tant que tel en raison de sa rareté et de sa difficulté d'extraction. Elle est recherchée en tant que minéral de collection pour ses cristaux cubiques particuliers.